# Mihalik Sándor (művészettörténész)
Hernádszurdoki Mihalik Sándor (Kassa, 1900. február 18. – Budapest, 1969. január 13.) művészettörténész, muzeológus, egyetemi magántanár, a történelemtudományok doktora (1969), a kassai Felsőmagyarországi Múzeum, majd a budapesti Iparművészeti Múzeum igazgatója, a Magyar Nemzeti Múzeum főigazgató-helyettese; Mihalik József művészettörténész fia.

## Élete
Édesapja, Mihalik József művészettörténész. Felesége Dutka Mária művészettörténész. Tanulmányait a budapesti tudományegyetemen végezte. 1926-ban szerzett egyetemi doktorátust. 1926 és 1928 között Olaszországban végzett kutatásokat a római Magyar Történeti Intézet ösztöndíjasaként, elsősorban a magyar iparművészet itáliai kapcsolatait tanulmányozásával foglalkozott. 1927-ben tagjai közé választotta a sienai Irodalmi és Művészeti Akadémia. 1950-ben kinevezték a budapesti Iparművészeti Múzeum muzeológusává. 
Az 1930-as évek közepén berlini tanulmányútja tett, melynek során a középkori magyar ötvösművészet több, Németországban őrzött emlékét kutatta fel és azonosította. Az 1930-as évek második felében készítette első tanulmányait a magyarországi kerámiaművesség 18-19. századi történetéről, a gácsi és a regéci keménycserép-manufaktúrák korai történetét dolgozta fel. Ezzel párhuzamosan elkészült a pest-budai ónöntés történetének első összefoglalójával. 1939-től a kassai Felső-magyarországi Múzeum igazgatói tisztségét töltötte be, ő létesítette a korszerű kőtárat, valamint irányította a városi műemlékek helyreállításának munkálatait. 
1945-ben tért vissza Budapestre. Egy éven keresztül az Iparművészeti Múzeum igazgatója volt, 1946-tól 1965-ig a MNM főigazgató-helyetteseként működött. Részben az ő irányításával valósultak meg a múzeum kiállításai. 1954-ben rendezte sajtó alá Szentpéteri József pesti ötvösmester önéletrajzát. 1961-ben német, angol és francia nyelven jelent meg Régi magyar zománcművészet c. könyve. A hatvanas években publikált tanulmányainak túlnyomó része a magyarországi keménycserép- és kőedénygyártás 18-19. századi történetével foglalkozik. Doktori értekezésében Hann Sebestyén életművét dolgozta fel. Az 1960-as évek második felében jelentősen működött közre a régi magyar művészet emlékeit bemutató kiállítások (Neuchâtel, 1965; Párizs, 1966; London, 1967; Belgrád–Zágráb, 1968) iparművészeti anyagának összeállításában és feldolgozásában.

## Munkái
- A rimaszombati ötvöscéh (Bp., 1919)
- Le coppe ungheresi del Duomo di Rieti Roma (Bp., 1928)
- Gioielli di Santa Elisabetta d'Ungheria a Udine ed a Cividale (Roma, 1936)
- Pest-Budai ónműves emlékek (Bp., 1940)
- Kerámiatörténeti előadások (Bp., 1951)
- Denkmäler und Schulen des ungarischen Drahtemailes im Ausland (Bp., 1958)
- Die ungarischen Beziehungen des Glockenblümenpokals (Bp., 1959)
- Zur Geschichte der alten keramischen Fabriken Siebenbürgens (Bukarest, 1960)
- Adatok a régi magyar kerámiagyárak történetéhez (Bp., 1960)
- Emailkunst im alten Ungarn (Bp., 1961)
- Versuch einer Zentralisierung des ungarischen Punzierungswesens im XVIII. Jahrhundert (Bp., 1961)
- Problematik der Rekonstruktion der Monomachos–Krone (Bp., 1963)
- Magyar ötvösművészek Svédországban (Bp.–Stockholm, 1968)
- Der Goldschmied Sebastian Hann (Bp., 1970)